# クセノクラテス

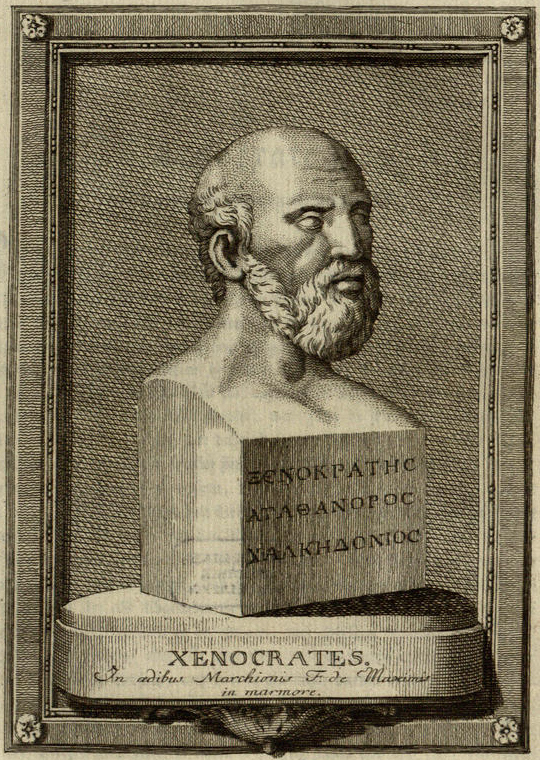
クセノクラテス

クセノクラテス（古希: Ξενοκράτης, Xenokratēs、英: Xenocrates、紀元前396年 - 紀元前314年頃）は、古代ギリシアの哲学者。

## 生涯と逸話
アガテノルの子でカルケドンの生まれ。古アカデメイア第3代の学頭として25年間在職した。プラトンの伴をしてシケリアにも出かけたが、生まれつき鈍かったため師のプラトンにはアリストテレスと比較されて「一方には手綱が必要だが、一方には拍車が必要だ」と言われていた。反面クセノクラテスは威厳に富み、人格者として知られていたので、アテナイ人には宣誓しないで証言することを許されていたほど信頼されていた。また、彼の死因は、青銅の鍋につまづいて頭を打ったこととされる。

## 学説と著作
クセノクラテスはプラトン晩年の思想をピタゴラス派に近づけ、イデアと数を同じものと見、世界の生命原理を自己運動する数として規定した。三分法を好み、論理学・自然学・倫理学の3学科、天下・天・地上の3界、感覚・ドクサ・知の3知覚などの区分を試みた。道徳説としては知と徳、徳と幸福の一致を唱えた。
ディオゲネス・ラエルティオスによると、クセノクラテスは『自然について』6巻、『知恵について』6巻、『富について』1巻などを初めとして22万4239行にわたる著作を行ったという。

### 関連文献
- 納富信留『ギリシア哲学史』「第28章 クセノクラテス イデアと数の一致」 筑摩書房、2021年。ISBN 978-4-480-84752-2